# Paradilepis scolecina
Paradilepis scolecina is een lintworm (Platyhelminthes; Cestoda). De worm is tweeslachtig. De soort leeft als parasiet in andere dieren.
Het geslacht Paradilepis, waarin de lintworm wordt geplaatst, wordt tot de familie Gryporhynchidae gerekend. De wetenschappelijke naam van de soort werd voor het eerst geldig gepubliceerd in 1819 door Rudolphi.